# جاي رودريغيز
جاي رودريجيز (بالإنجليزية: Jay Rodriguez)‏ (من مواليد 29 يوليو 1989) هو لاعب كرة قدم إنجليزي يلعب كمهاجم لويست بروميتش وإنجلترا.

## سيرة اللاعب
ساوثهامبتون
في صيف عام 2012، كان رودريجيز موضع الكثير من الاهتمام من أندية الدوري الممتاز.
يوم 28 مايو، أفيد بأن بيرنلي قد قبل «عرضا كبيرا» من جانب ساوثهامبتون.
في 10 يونيو، وقع رودريجيز لساوثامبتون على صفقة لمدة أربع سنوات تشير التقارير إلى أنها قريبة من 7 ملايين جنيه استرليني.
وكان أول هدف له مع ساوثامبتون بالرأس وسجل في مباراة ضد ارسنال في 14 يوليو 2012.
وسجل أول اهدافه مع ساوثهامبتون في 25 سبتمبر حيث سجل هدفين ضد شيفيلد وينزداي في كأس رابطة اندية المحترفين.
وسجل رودريجيز الهدف الأول له الدوري الممتاز مع ساوثامبتون ضد توتنهام هوتسبير يوم 28 أكتوبر 2012.
وسجل أول هدف له في كأس الاتحاد الإنجليزي لساوثامبتون في 5 يناير، 2013 في هزيمة أمام تشيلسي في الجولة الثالثة.
يوم 30 يناير، افتتح التسجيل أمام مانشستر يونايتد على ملعب اولد ترافورد.
يوم 16 مارس، وسجل الهدف الأخير في مباراة الفوز 3-1 على أرضه أمام ليفربول.
وتابع تألقه في مباراة الفوز 2-1 على ضيفه تشيلسي حامل لقب بطل أوروبا.
وسجل رودريجيز الهدف الأول له في موسم 2013-14 في الفوز 5-1على بارنسلي في 27 أغسطس 2013.
وجاء أول هدف له في الدوري الممتاز بعد فوزه 2-0 على ضيفه سوانسي سيتي في 6 أكتوبر.
يوم 2 ديسمبر، سجل أسرع هدف في الدوري الممتاز هذا الموسم بتسديدة في الثانية 15 أمام تشيلسي على ملعب ستامفورد بريدج.
يوم 4 يناير من عام 2014، سجل رودريجيز لساوثامبتون في المبارة التي انتهت بنتيجة 4-3 في كأس الاتحاد الإنجليزي الجولة الثالثة أمام فريقه السابق بيرنلي.
خلال شهر مارس عام 2014، سجل رودريجيز خمسة أهداف في أربع مباريات ليصل إلى 15 هدفا الدوري الممتاز لهذا الموسم.

## المسيرة الدولية
في أبريل من عام 2011، حصل على أول دعوه للعب لمنتخب إنجلترا تحت 21 عاما.
في 8 أبريل من 2011، قدم رودريجيز أول مباراة دولية له ضد إيطاليا تحت 21 عاما، حيث دخل بديلا في الدقيقة 60 ليحل محل جيمس فوغان.
حصل رودريغيز أول استدعاء له إلى صفوف منتخب بلاده الأول في 7 نوفمبر عام 2013، جنبا إلى جنب مع زملائه في الفريق ريكي لامبرت وآدم لالانا، للعب مباريات ودية ضد تشيلي وألمانيا.
فاز رودريجيز في أول مباراة له مع منتخب إنجلترا يوم 15 نوفمبر في مباراة ودية ضد تشيلي في ملعب ويمبلي.

## روابط خارجية
- جاي رودريغيز على موقع الاتحاد الأوربي (الإنجليزية)
- جاي رودريغيز على موقع قاعدة بيانات كرة القدم.إي يو (الإنجليزية)
- جاي رودريغيز على موقع ناشيونال فوتبول تيمز (الإنجليزية)
- جاي رودريغيز على موقع Soccerbase.com (لاعب) (الإنجليزية)
- جاي رودريغيز على موقع Soccerway.com (الإنجليزية)
- جاي رودريغيز على موقع عالم كرة القدم.نت (الإنجليزية)
- جاي رودريغيز على موقع AS.com (الإسبانية)